# Федосіївка (Подільський район)
Федосі́ївка — село Окнянської селищної громади Подільського району Одеської області України. Населення становить 420 осіб.

## Географія
Відстань до центру громади становить понад 28 км і проходить автошляхом Т 1624 та Т 1612.
Неподалік від села розташований пункт пропуску через молдовсько-український кордон Федосіївка—Жура.

## Історія
Під час організованого радянською владою Голодомору 1932—1933 років померло щонайменше 4 жителі села.
У 1963 році с. Олексіївка та с. Федосіївка Олексіївської сільської ради (на той час Котовського р-ну) було об'єднано в одне село Федосіївка, та утворено Федосіївську сільраду з центром в селі Федосіївка (20.XII.1963).
12 червня 2020 року, відповідно до Розпорядження Кабінету Міністрів України від № 724-р «Про визначення адміністративних центрів та затвердження територій територіальних громад Одеської області», увійшло до складу Окнянської селищної громади.
19 липня 2020 року, в результаті адміністративно-територіальної реформи і ліквідації Окнянського району, село увійшло до складу новоутвореного Подільського району.

## Населення
Згідно з переписом УРСР 1989 року чисельність наявного населення села становила 454 особи, з яких 211 чоловіків та 243 жінки.
За переписом населення України 2001 року в селі мешкало 417 осіб.

### Мова
Розподіл населення за рідною мовою за даними перепису 2001 року:
| Мова       | Відсоток |
| ---------- | -------- |
| українська | 89,05 %  |
| румунська  | 9,05 %   |
| російська  | 1,90 %   |